# Willem al II-lea al Țărilor de Jos
Willem al II-lea (în germană Wilhelm Friedrich Georg Ludwig von Oranien-Nassau; n. 6 decembrie 1792, Haga, Comitatul Olanda, Provinciile Unite – d. 17 martie 1849, Tilburg, Țările de Jos) a fost rege al Țărilor de Jos și Mare Duce de Luxemburg de la 7 octombrie 1840 până la moarte.

## Primii ani, educația
Willem Frederik George Lodewijk s-a născut la 6 decembrie 1792 la Haga. A fost fiul cel mare al regelui Willem I al Țărilor de Jos și al reginei Wilhelmina a Prusiei. Bunicii săi materni au fost regele Frederic Wilhelm al II-lea al Prusiei și a doua lui soție, Frederika Louisa de Hesse-Darmstadt.
După ce trupele aliate britanico-hanoveriene au părăsit republica și venirea trupelor franceze care îi sprijineau pe patrioții antiorangiști, Willem, în vârstă de trei ani, a plecat împreună cu familia în Anglia.Și-a petrecut tinerețea la Berlin la curtea prusacă unde a urmat o carieră militară și a servit în armata prusacă. Apoi a studiat la Universitatea Oxford.

## Serviciul militar

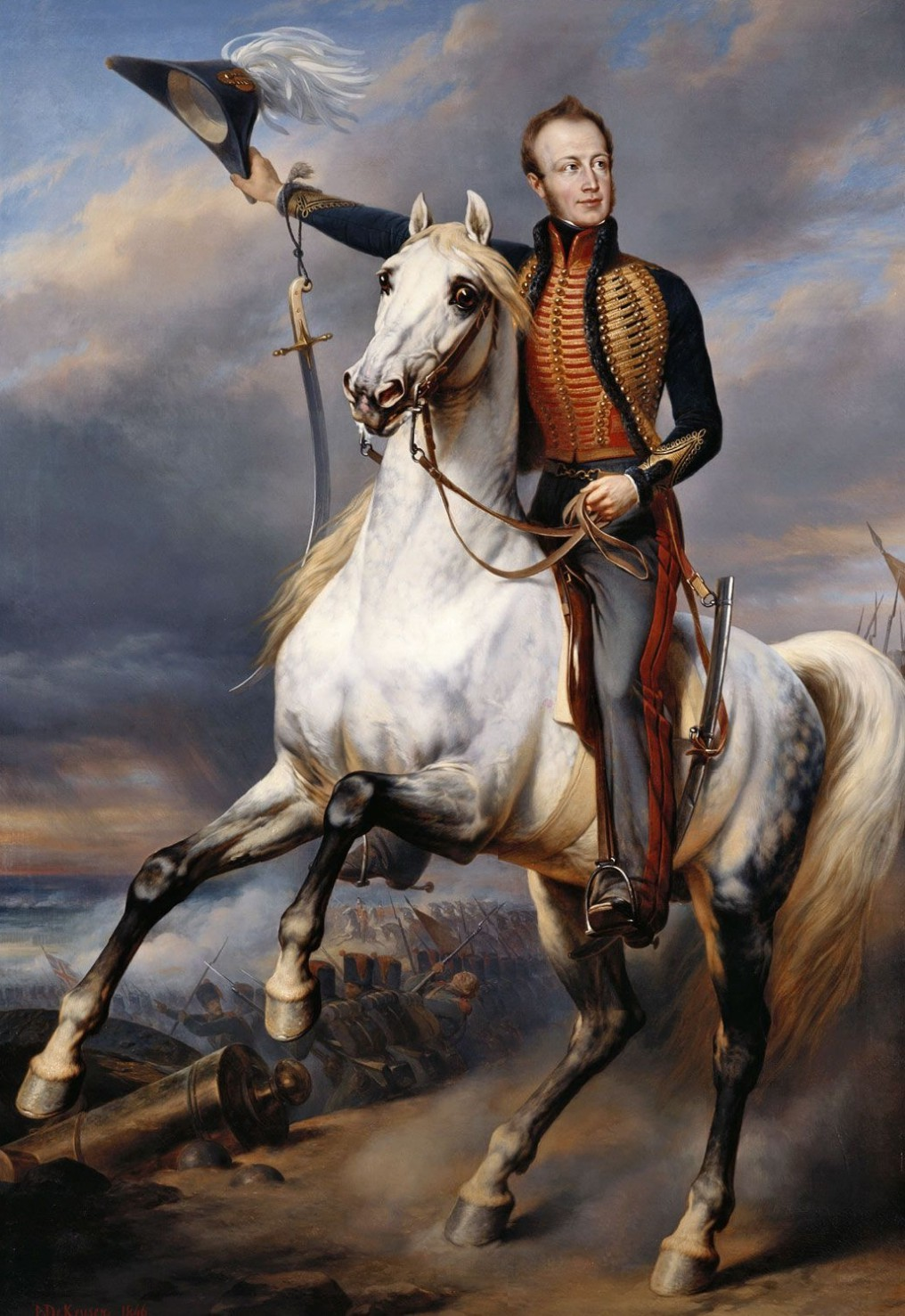
Willem al II-lea
de Nicaise de Keyser.

A intrat în armata britanică iar în 1811, ca aide-de-camp al lui Arthur Wellesley, Duce de Wellington, a luat parte la câteva campanii ale Războiului Peninsular. S-a întors în Țările de Jos în 1813 când tatăl său a devenit rege.
În 1815, Willem a devenit prinț moștenitor și era în armată când Napoleon a scăpat din Insula Elba. A luptat în calitate de comandant al Corpului I al Aliaților în Bătălia de la Quatre Bras (16 iunie 1815) și în Bătălia de la Waterloo (18 iunie 1815), unde a fost rănit.

## Căsătorie
În 1814 Willem a fost logodit pentru scurt timp cu Prințesa Charlotte de Wales, singura fiică a Prințului regent, mai târziu regele George al IV-lea al Regatului Unit și a soției lui, Caroline de Brunswick. Logodna a fost aranjată de Prințul regent însă a fost ruptă deoarece mama Charlottei era împotriva căsătoriei și deoarece Charlotte nu voia să se mute în Țările de Jos.
La 21 februarie 1816 la Palatul de Iarnă din St. Petersburg, Willem s-a căsătorit cu Marea Ducesă Anna Pavlovna a Rusiei, sora mai mică a Țarului Alexandru I al Rusiei.
La 17 februarie 1817 la Bruxelles s-a născut primul său fiu, Willem Alexander, viitorul rege Willem al III-lea al Țărilor de Jos.
În 1819 Willem a fost șantajat asupra a ceea ce ministrul de justiție Van Maanen a numit într-o scrisoare „poftele rușinoase și nenaturale”, probabil bisexualitate. A fost presupusă o relație cu un dandy pe nume Pereira.

## Rege al Țărilor de Jos
La 7 octombrie 1840, după abdicarea tatălui său, i-a succedat la tron sub numele de Willem al II-lea. Ca și tatăl său a fost conservator. A intervenit în politică mai puțin decât a făcut-o tatăl său. Deși personalitatea sa era conservatoare, totuși a acționat cu simț și moderație.
În anul 1848 au izbucnit revoluții în întreaga Europă. La Paris monarhia Bourbon-Orléans a căzut. Willem a început să se teamă de revoluții la Amsterdam. Într-o dimineață s-a trezit și a spus: „M-am schimbat din conservator în liberal într-o noapte”. A ordonat lui Johan Rudolf Thorbecke să creeze o nouă constituție care să includă ca Senatul (Eerste Kamer) să fie ales indirect de provinciile statului, iar Casa Reprezentativă (Tweede Kamer) să fie aleasă direct.
Cu câteva luni înainte de moarte a depus jurământul în primul său cabinet parlamentar.